# Йошіноґава

Йошіноґа́ва (яп. 吉野川市, よしのがわし, МФА: [joɕinogawa ɕi̥]?) — місто в Японії, в префектурі Токусіма. Розташоване в центральній частині префектури.    Отримало статус міста 2004 року. Площа становить 144,19 км². Станом на 1 серпня 2012 року населення складало 43 239  осіб, густота населення — 300 осіб/км².     